# Dracophyllum alticola
Dracophyllum alticola là một loài thực vật có hoa trong họ Thạch nam. Loài này được Däniker mô tả khoa học đầu tiên năm 1933.